# Ilione albiseta
Ilione albiseta – gatunek muchówki z rodziny smętkowatych.
Gatunek ten opisany został w 1763 roku przez Giovanniego Antonio Scopoliego jako Musca albiseta.
Muchówka o ciele długości od 8 do 11,2 mm, o podstawowym ubarwieniu żółtawobrązowym. Jedwabiście ciemnobrązowe są: kropka na potylicy, kropki u nasady przednich szczecinek orbitalnych oraz prawie trójkątne plamki przy krawędzi oczu na wysokości czułków. Długie czułki mają białawo owłosione aristy. Na żółtawo opylonym śródpleczu występują podłużne, brązowe pasy: dwa wąskie przez środek i dwa szerokie po bokach. Ponadto na tułowiu występuje brązowa przepaska poniżej notopleurów. Przedpiersie jest nagie. W chetotaksji tułowia zaznaczają się silne przedszwowe szczecinki środkowe grzbietu oraz 2–3 dobrze rozwinięte szczecinki podskrzydłowe. Skrzydła mają od 6,8 do 8 mm długości i zwykle 5 kropek: na przedniej żyłce poprzecznej, żyłce medialnej i dwóch końcach tylnej żyłki poprzecznej. Jeżeli występują tylko 2 kropki na żyłce medialnej, to żyłki poprzeczne są przynajmniej przyciemnione. Odnóża są żółte z przyciemnionymi stopami. Dolne powierzchnie ud tylnej pary zaopatrzone są u samców w silne i gęste, a u samic w krótkie i rzadkie szczecinki. Samce charakteryzuje aparat kopulacyjny o nienabrzmiałych przysadkach odwłokowych.
Owady dorosłe spotyka się nad stałymi i okresowymi zbiornikami wodnymi, zwłaszcza porośniętymi trzcinami. W środkowej Europie są aktywne od czerwca do października. Jaja składane są na roślinach, a larwy żyją pod wodą polując na ślimaki płucodyszne. Larwy są stadium zimującym. Stadium poczwarki trwa od 12 do 42 dni. Najprawdopodobniej owad ten wyprowadza jedno pokolenie w roku.
Owad znany z prawie całej Europy, w tym Polski, a ponadto z wschodniej Palearktyki i Afryki Północnej. W Azji występuje od Kaukazu i Azji Środkowej po Jakucję, Mongolię i Iran.